# Villiers-sous-Praslin
Villiers-sous-Praslin ist eine französische Gemeinde mit 68 Einwohnern (Stand 1. Januar 2022) im  Département Aube in der Region Grand Est (vor 2016 Champagne-Ardenne). Sie gehört zum Arrondissement Troyes und zum Kanton Les Riceys (bis 2015 Bar-sur-Seine). Die Einwohner werden Preuillots genannt.

## Geographie
Villiers-sous-Praslin liegt etwa 27 Kilometer südsüdöstlich von Troyes. Umgeben wird Villiers-sous-Praslin von den Nachbargemeinden Vougrey im Norden, Villemorien im Norden und Nordosten, Arrelles im Süden und Osten, Praslin im Südwesten sowie Lantages im Westen und Nordwesten.

## Bevölkerungsentwicklung
| Jahr                       | 1962 | 1968 | 1975 | 1982 | 1990 | 1999 | 2006 | 2012 | 2016 |
| Einwohner                  | 119  | 102  | 109  | 97   | 77   | 60   | 67   | 72   | 71   |
| Quellen: Cassini und INSEE |      |      |      |      |      |      |      |      |      |

## Sehenswürdigkeiten
- Kirche Saint-Nicolas aus dem 19. Jahrhundert